# Računalniško okolje
Računalniško okolje oz. s tujko platforma (iz angleškega izraza computing platform) je okolje, znotraj katerega se izvaja računalniški program. Arhitektura računalniških sistemov je v obliki plasti s strojno opremo na dnu, pri čemer pa posamezni programi ne delujejo neposredno na ravni strojnih ukazov, temveč posredujejo ukaze operacijskemu sistemu, ki prek Biosa kot vmesnika omogoči izvajanje. Pravimo, da delujejo na določeni ravni abstrakcije. Odvisno od izvedbe je torej lahko okolje za program določen operacijski sistem (na primer Microsoft Windows ali Mac OS, ki deluje na osebnem računalniku) ali drug program, ki deluje v tem operacijskem sistemu – na primer spletni brskalnik je lahko okolje za skripto, ki se izvaja v njem, pisarniški program pa za  makro.
Višjenivojsko okolje olajša programiranje, saj nudi že pripravljene rešitve za nižjenivojske funkcije, po drugi strani pa omejuje možnosti s svojimi specifikami. Tako denimo operacijski sistem kot okolje abstrahira razlike v strojni opremi, na kateri ga je možno poganjati, in nudi generične ukaze za operacije, kot je zapisovanje datotek.